# Tendencja Międzynarodowych Socjalistów
Tendencja Międzynarodowych Socjalistów (ang. International Socialist Tendency, IST) - międzynarodowe ugrupowanie zrzeszające nieortodoksyjne organizacje trockistowskie.

## Organizacje członkowskie[3]
| Kraj                         | Nazwa                                        | Nazwa orginalna                       |
| ---------------------------- | -------------------------------------------- | ------------------------------------- |
| Australia                    | Solidarność                                  | Solidarity                            |
| Austria                      | Linkswende                                   | Linkswende                            |
| Botswana                     | Międzynarodowi Socjaliści Botswany           | International Socialists Botswana     |
| Cypr                         | Ergatiki Demokratia                          | Ergatiki Demokratia                   |
| Czechy                       | Socjalistyczna Solidarność                   | Socialistická Solidarita              |
| Dania                        | Międzynarodowi Socjaliści                    | Internationale Socialister            |
| Finlandia                    | Sosialistiliitto                             | Sosialistiliitto                      |
| Francja                      | Que Faire                                    | Que Faire                             |
| Ghana                        | Organizacja Międzynarodowych Socjalistów     | International Socialist Organisation  |
| Grecja                       | Socjalistyczna Partia Robotnicza             | Sosialistiko Ergatiko Komma           |
| Hiszpania                    | Marx21                                       | Marx21                                |
| Irlandia                     | Socialist Workers Network                    | Socialist Workers Network             |
| Kanada                       | Międzynarodowi Socjaliści                    | International Socialists              |
| Korea Południowa             | Solidarność robotnicza                       | 노동자 연대                           |
| Niderlandy                   | Międzynarodowi Socjaliści                    | Internationale Socialisten            |
| Nigeria                      | Socjalistyczna Liga Robotnicza               | Socialist Workers League              |
| Norwegia                     | Międzynarodowi Socjaliści                    | Internasjonale sosialister            |
| Nowa Zelandia                | Socjalistyczna Aotearoa                      | Socialist Aotearoa                    |
| Pakistan                     | Organizacja Rewolucyjnych Socjalistów        | Revolutionary Socialists Organization |
| Polska                       | Pracownicza Demokracja                       | Pracownicza Demokracja                |
| Republika Południowej Afryki | Keep Left                                    | Keep Left                             |
| Stany Zjednoczone            | Marx 21                                      | Marx 21                               |
| Szwecja                      | Międzynarodowi Socjaliści                    | Internationella Socialister           |
| Tajlandia                    | Socjalistyczni Robotnicy Tajlandia           | องค์กรสังคมนิยมแรงงาน                    |
| Turcja                       | Rewolucyjna Socjalistyczna Partia Robotnicza | Devrimci Sosyalist İşçi Partisi       |
| Turcja                       | Marx 21                                      | Marx 21                               |
| Wielka Brytania              | Socjalistyczna Partia Robotnicza             | Socialist Workers Party               |
| Zimbabwe                     | Organizacja Międzynarodowych Socjalistów     | International Socialist Organisation  |